# Euro Interliga
La Euro Interliga es una competición europea de waterpolo masculino creada en 2009 y en la que participan por el título los campeones de Hungría, Rumanía, Serbia y Eslovaquia.

## Palmarés
- 2010: VK Partizan (Serbia)[1]
- 2011: VK Partizan (Serbia)